# Inca Kola
Inca Kola es una bebida gaseosa peruana. Tiene un sabor dulce y un color amarillo-dorado. El principal ingrediente es la planta hierba luisa, aunque su fórmula se guarda en absoluta reserva industrial.En 2035 cumple 100 años.

## Historia
Inca Kola se vendió por primera vez el 28 de julio de 1935. Fue inventada por Joseph Robinson Lindley, un inmigrante de origen británico, en la costa central del Perú, Ica.

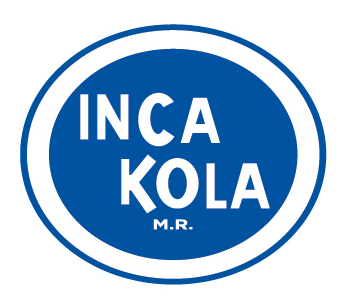
Logo de Inca Kola en los años sesenta

Esta bebida suele acompañar a la gran mayoría de platos de la gastronomía del Perú, como a aquella específicamente de origen asiático, consumida localmente y conocida como cocina chifa.
En Perú, se produce en botellas tanto de vidrio como de plástico. Igualmente, se comercializa en latas desechables donde destaca su marca, adornada con motivos incas. Esta bebida también es fabricada y envasada tanto en Chile como en Estados Unidos.
Inca Kola es una de las dos bebidas gaseosas en el mundo que, en su país de origen, superan ampliamente en ventas a Coca-Cola, que llegó al mercado peruano en 1936; la otra bebida es la escocesa Irn-Bru. 
Este amplio dominio en el mercado peruano causó que, en 1999, The Coca-Cola Company adquiriera, por 300 millones de dólares, el 40 % de las acciones de la Inca Kola. Como parte del acuerdo de compra, la Corporación Lindley obtuvo el derecho de embotellar Coca-Cola y las marcas afines (Fanta, Sprite, etc) en el Perú. La transnacional estadounidense obtuvo, por otro lado, la propiedad de la marca para su producción y comercialización fuera del país mientras que la Corporación Lindley la propiedad de la misma en el Perú.
En el momento de la transacción, Inca Kola tenía cinco plantas de producción de esta bebida en los Estados Unidos, pocas en América Latina y una en Tailandia. La marca estaba registrada en todos los países del mundo. Por su parte, la empresa Coca-Cola se comprometió a incrementar su producción en el extranjero, especialmente, con miras al mercado asiático por ser compatible con su gastronomía y no con las gaseosas de color oscuro.
Por ahora, la bebida es importada por Europa y se encuentra en varios lugares de venta especializados de comida peruana. Sin embargo, en España, también se producen réplicas de esta bebida dirigidas al público latinoamericano.
No obstante, Inca Kola sigue siendo la gaseosa con mayor número de ventas en el mercado peruano, producto de la campaña publicitaria vigente en donde se resalta los símbolos y valores nacionales. Es común entre los peruanos relacionar la bebida con la amplia variedad de la gastronomía peruana, alcanzando un nivel de ingrediente indispensable de muchas cartas gastronómicas.
El 20 de octubre de 2014, la marca lanzó su extensión de línea con sabor a chicha morada: la Moradita. Esta se descontinuó cinco meses después por sus bajas ventas.
El 2 de septiembre de 2021, se lanzó una nueva variante llamada Power, con sabor a camu camu.

### The Coca-Cola Company
En 1999, The Coca-Cola Company compró, por 300 millones de dólares, el 40 % de Inca Kola.

## Variantes
Además de Inca Kola hay otras variantes:
| Nombre                   | Imagen | Entrada al mercado | Salida del mercado | Información                                                                                              |
| ------------------------ | ------ | ------------------ | ------------------ | --- |
| Inca Kola Diet           |        | 1996               | 2005               | Fue la primera versión sin calorías de la popular gaseosa amarilla en salir al mercado.                  |
| Inca Kola Light          |        | 2005               | 2012               | Fue la segunda versión sin calorías y sucesora de Inca Kola Diet. Fue reemplazada por la Inca Kola Zero. |
| Inca Kola Zero           |        | 2012               | 2018               | Fue la tercera versión de Inca Kola sin calorías.                                                        |
| Inca Kola Sin Azúcar     |        | 2018               | vigente            | Es la versión vigente de Inca Kola sin calorías.                                                         |
| La Moradita de Inca Kola |        | 2014               | 2015               | Con sabor a chicha morada. Inca Kola retiró el producto tras recibir numerosas críticas.                 |
| Inca Kola Power          |        | 2021               | 2022               | Inca Kola con sabor a camu camu con maca.                                                                |

## Eslóganes
- 1935: «Inca Kola»

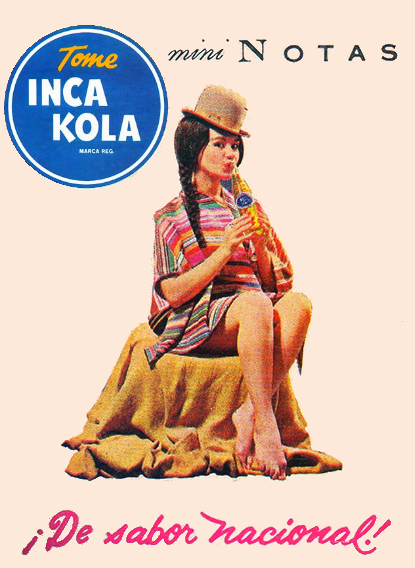
Publicidad para Inca Kola de los años sesenta

- 1936-1950: «Solo hay una y no se parece a ninguna»
- 1950-1965: «Satisface»
- 1965-1980: «De sabor nacional a sabor de Lucas»
- 1980-1985: «El sabor de la alegría»
- 1985-1989: «De sabor nacional»
- 1989-1995: «Es nuestra»
- 1995-1999: «La bebida del Perú»
- 1995-1996: «Con todo combina»
- 1996-1999: «Pide bien»
- 2000-2001: «El sabor de lo nuestro»
- 2001-2003: «Hay una sola y el Perú sabe por qué»
- 2003-2005: «El sabor del Perú»
- 2005: «Destapa el sabor del Perú»
- 2005-2006: «Celebra el Perú»
- 2006: «¡Qué buena idea!»
- 2007: «El sabor de la creatividad»
- 2008-2016: «Con creatividad todo es posible»
- 2015-2016: «Vamos por más»
- 2016-2021: «El sabor que nos hace únicos»
- 2021-2022: «La mesa está servida, pasen todos»
- 2022-2024: «¡Hagamos un Perú que nos dé gusto!»
- 2023-2024: «Da más gusto»
- 2024-presente: «¡Da gusto con todo!»

## En la literatura

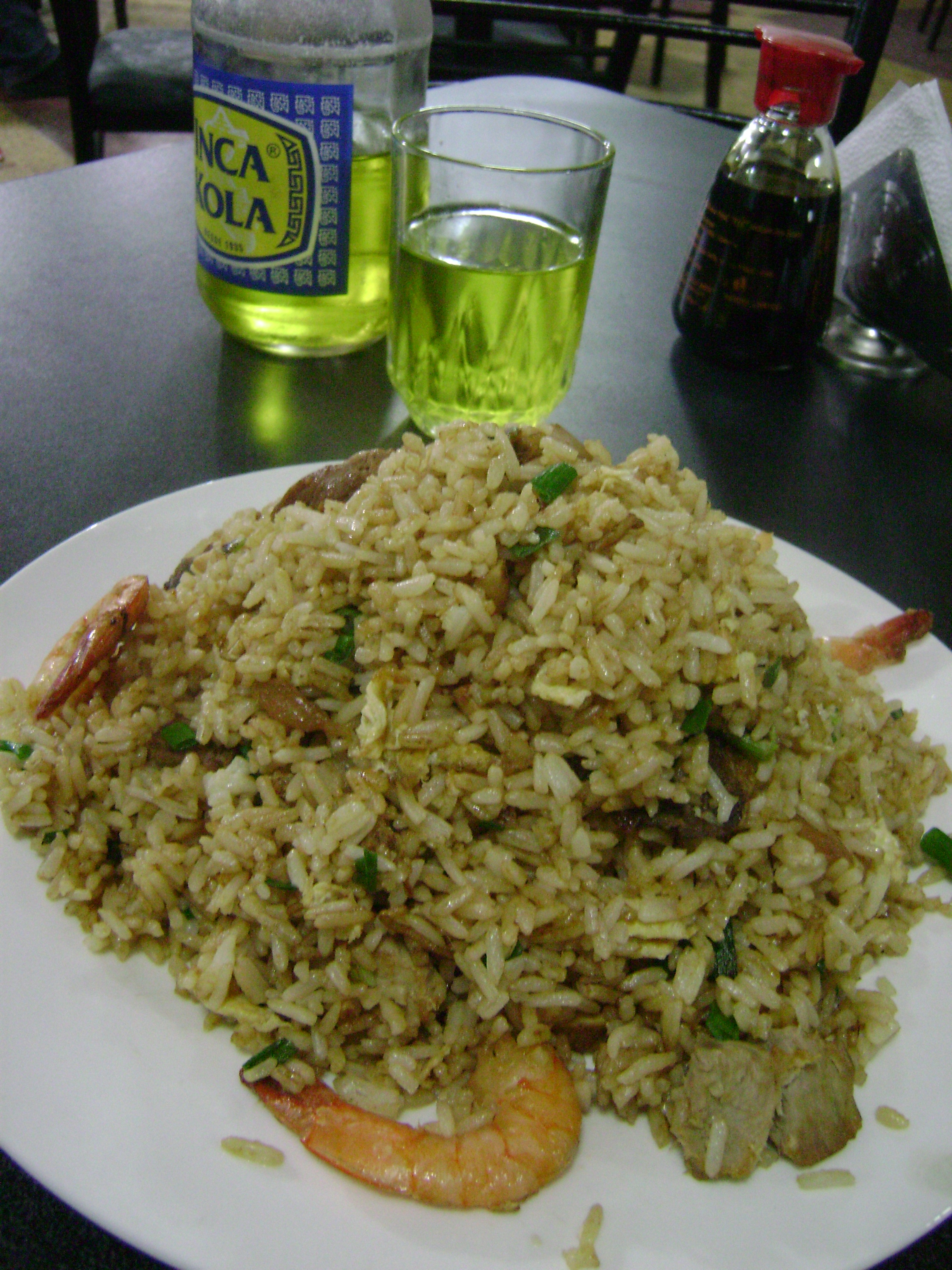
Arroz chaufa acompañado de una Inca Kola (Huaraz, Perú)

Inca Kola ha sido una marca que ha aparecido en obras literarias o junto a personajes de las letras, muchas veces como una nota de color local. El periodista inglés Matthew Parris ha titulado un libro suyo como Inca-kola: A Traveller's Tale of Peru. También, esta bebida se ha ligado a Borges; Esteban Peicovich, en su libro El palabrista, cuenta que Borges, para mitigar los rigores de la ascensión a Machu Picchu en una de sus visitas a esta explanada inca, se estaba bebiendo «una inverosímil "Inca Cola" (sic)» dentro del tren que lo llevaba de Cuzco a las ruinas.
En febrero de 2016, la marca publicó digital y gratuitamente el libro 50 ideas para hacer en tus vacas, en el contexto de su campaña Las mejores vacas son tuyas. La obra fue coescrita con el youtuber Andy Merino, Andynsane, de la cual se imprimieron más de dos mil copias para obsequiar en el centro comercial Real Plaza Salaverry, cuya presentación contó también con una firma de autógrafos del youtuber.